# Jean-Baptiste de Rocoles
Jean-Baptiste de Rocoles (* 1620 in Béziers, Languedoc; † 1696 in Toulouse) war ein französischer Historiker, der mehrfach die Religion wechselte. Er war Katholik in Frankreich und Protestant in Holland.
Er stammte aus einer adligen Familie, wählte den geistlichen Stand und trat in den Benediktinerorden ein, wo er Griechisch und Latein lernte. Außerdem trieb er die Rechtsgelahrtheit, wurde Protonotarius des römischen Stuhls, Rat König Ludwigs, Almosenier, königlich französischer Geschichtsschreiber und Doktor der Juristenfakultät an der Universität Paris.
1672 gab er seine Ämter auf, ging nach Genf und trat, angeblich wegen der Irrtümer der päpstlichen Kirche, zur evangelisch reformierten Religion über.
Der kurbrandenburgische Geschichtsschreiber Martin Schoock war 1668 gestorben und hatte die märkische Geschichte unvollendet gelassen. Kurfürst Friedrich Wilhelm der Große berief Rocoles 1673 nach Berlin und ernannte ihn zum Rath und Geschichtsschreiber. Er arbeitete die Geschichte der brandenburgischen Kurfürsten aus dem hohenzollerischen Haus aus. Die Abhandlung vom falschen Woldemar zeigte aber, dass er es mit der brandenburgischen Geschichtskunde nicht weit gebracht hatte.
Im Mai 1675 nahm er seinen Abschied und ging nach Leiden. Aber die protestantische Kirche zahlte wohl nicht genug und so zog er 1687 zurück nach Frankreich und wollte wieder in die römische Kirche eintreten. Da man ihm aber seine einträglichen Stellen nicht wieder einräumen wollte, ging er erneut nach Holland und wurde reformiert. Zwischen 1681 und 1683 hatte er in Den Haag Schriften herausgegeben. Zuletzt holte die römische Kirche ihn doch zurück und gab ihm sein Kanonikat wieder.
Verschiedene alte Schriftsteller wie Herodot und Tacitus hat er ins Französische übersetzt. Das von Johannes Boterus und Petrus Davity begonnene Werk Description Generale du Monde hatte er fortgesetzt.

## Werke
- Abrégé methodique de l’histoire de la republique de Venise. Depuis son Origine jusques au dernier Siege & Perte de Candie, Genf 1673.
- Ziska, le redoutable aveugle; J. Moukée, 1685.
- The history of infamous impostors, or, The lives & actions of several notorious counterfeits; Printed for William Cademan ..., 1683.
- The lives and actions of several notorious counterfeits, who from the most abject and meanest of the people have usurped the titles of emperors, kings, and princes; Printed for William Whitwood ..., 1686.
- Les imposteurs insignes, ou, Histoires de plusieurs hommes de néant, des toutes nations qui ont usurpé la qualité d’empereurs, roys & princes; Chez Pierre Mortier, 1696.
- Les imposteurs insignes ou histoires de plusieurs hommes de néant. de toutes nations, qui ont usurpé la qualité d’Empereurs, Roys & Princes: des guerres qu’ils ont causé, accompagnées de plusieurs curieuses circonstances; Amsterdam, Abraham Wolfgang, 1683 (Werk über falsche oder durch Betrug an die Macht gelangte Regenten).
- Begebenheiten ausnehmender Betrüger ...; Francken, Halle 1760. (Übersetzung von Carl Friedrich Pauli).